# Cronologia do desenvolvimento das células solares
O desenvolvimento das células solares começa no século XIX, quando se observa que a presença da luz solar é capaz de gerar energia elétrica utilizável, denominada energia solar fotovoltaica. Actualmente, as células solares empregam-se em múltiplos aplicativos, ainda que historicamente utilizaram-se em situações onde a energia eléctrica da rede não estava disponível, mediante seu agrupamento em forma de painéis fotovoltaicos

## 1800
- 1839 - Alexandre Edmond Becquerel observa o efeito fotovoltaico através de um eléctrodo numa solução condutora exposta à luz.
- 1873 - Willoughby Smith descobre que o selênio mostra fotocondutividade.
- 1877 - W.G. Adams e R.E. Day observam o efeito fotovoltaico em selênio solidificado, e publicam um artigo científico a respeito da célula de selênio, The action of light on selenium, na revista "Proceedings of the Royal Society", A25, 113.
- 1878 - Augustin Mouchot mostra um gerador de energia solar na Exposição Universal de Paris.
- 1883 - Charles Fritts desenvolve uma célula solar com selênio depositado numa capa fina de ouro para formar um dispositivo com uma eficiência menor de 1%.
- 1887 - Heinrich Hertz pesquisa a fotocondutividade da luz ultravioleta e descobre o efeito fotoelétrico.
- 1887 - James Moser informa a respeito de uma célula fotoeletroquímica.
- 1888 - Edward Weston recebe a patente US389124, "Célula solar," e US389125, "Célula solar."
- 1888-91 - Aleksandr Stoletov cria a primeira célula solar baseada no efeito fotoeléctrico.
- 1894 - Melvin Severy recebe a patente US527377, "Célula solar," e US527379, "Célula solar."
- 1897 - Harry Reagan recebe a patente US588177, "Célula solar."

## 1900–1929
- 1901 - Philipp von Lenard observa a variação dos eletroês e a energia com a frequência da luz.
- 1904 - Wilhelm Hallwachs realiza uma célula solar semicondutora com óxido de cobre e cobre.
- 1904-1905 - George Cove desenvolve um gerador elétrico solar.[1][2]
- 1905 - Albert Einstein publica um artigo científico que explica o efeito fotoelétrico baseando numa explicação quântica.
- 1913 - William Coblentz recebe a patente US1077219, "Célula solar."
- 1914 - Sven Ason Berglund patenteia "métodos para incrementar a capacidade das células foto-sensitivas."
- 1916 - Robert Millikan leva a cabo experimentos e demonstra o efeito fotoelétrico.
- 1918 - Jan Czochralski, um cientista polaco, inventa um método para conseguir o crescimento de mono-cristais de metal. Décadas mais tarde, o método será adaptado para produzir silício mono-cristalino.

## 1930–1959
- 1932 - Audobert e Stora descobrem o efeito fotovoltaico no seleniuro de cádmio (CdSe), um material fotovoltaico ainda utilizado hoje.
- 1935 - Anthony H. Lamb (“Tony” Lamb) recebe a patente US2000642, "Dispositivo fotoeléctrico."[3]
- 1941 - Russell Ohl patenteia a US2402662, "Dispositivo sensível à luz."
- 1948 - Gordon Teal e John B. Little adaptam o método Czochralski de crescimento cristalino para produzir germânio cristalino e, mais tarde, silício.[4]
- Anos 1950 - Os laboratórios Bell produzem células solares para atividades espaciais.
- 1953 - Gerald Pearson começa a investigação em células fotovoltaicas de litío-silício.
- 1954 -  O 25 de abril de 1954, os laboratórios Bell anunciam a invenção da primeira célula solar prática de silício.[5][6] Pouco depois, estas são mostradas na Academia Nacional de Ciências. Estas células têm aproximadamente um 6% de eficiência. O New York Times prognostica que as células solares finalmente servirão para obter uma fonte de energia "ilimitada procedente do Sol."
- 1955 - Western Electric licencia tecnologias de célula solares comerciais. A divisão de semicondutores de Hoffman Electronics cria uma célula solar comercial com um 2% de eficiência a um custo de $25/célula ou $1,785/watt.
- 1957 - AT&T (Gerald L. Pearson, Daryl M. Chapin, e Calvin S. Fuller) recebem a patente US2780765, "Aparelho que converte energia solar." Referem-se a ele como a "bateria solar." Hoffman Electronics cria uma célula solar com um 8% de eficiência.
- 1958 - T. Mandelkorn, do Ou.S. Signal Corps Laboratory, cria uma célula solar n-on-p de silício, as quais são mais resistentes ao dano de radiação e é melhor para seu uso em missões espaciais. Hoffman Electrónica cria células solares com um 9% de eficiência. o satélite Vanguard I converte-se no primeiro satélite alimentado mediante energia solar, graças a um painel de 0.1W e 100 cm².
- 1959 - Hoffman Electronics cria uma célula comercial com um 10% de eficiência, e introduz o uso de contactos de rede, reduzindo a resistência da célula.

## 1960–1978
- 1960 - Hoffman Electronics cria uma célula com o 14% de eficiência.
- 1961 - Tem lugar a conferência "A energia solar no mundo em desenvolvimento", nas Nações Unidas.
- 1962 - O satélite de comunicações Telstar é alimentado mediante células solares.
- 1963 - Sharp Corporation produz um módulo fotovoltaico viável, de células solares de silício.
- 1964 - O livro de Farrington Daniels, Uso Directo da energia do Sol, é publicado por Yale Imprensa Universitária.
- 1967 - A Soyuz 1 converte-se na primeira nave espacial tripulada em ser alimentada mediante células solares
- 1967 - Akira Fujishima descobre o efeito Honda-Fujishima, que se utiliza para a hidrólisis na célula fotoeletroquímica.
- 1968 - Roger Riehl introduz o primeiro relógio solar de boneca.[7]
- 1970 - As primeiras células solares de GaAs são criadas por Zhores Alferov e sua equipa na URSS.[8][9][10]
- 1971 - A estação espacial Salyut 1, da URSS, é alimentada por painéis solares.
- 1973 - O Skylab é alimentado por células solares.
- 1974 - O Centro de Energia Solar de Flórida começa a funcionar em Estados Unidos.[11]
- 1974 - J. Baldwin, de Integrated Living Systems, co-desenvolve o primeiro edifício do mundo (em Novo México) aquecido e alimentado exclusivamente mediante energia solar e eólica.
- 1976 - David Carlson e Christopher Wronski dos laboratórios RCA criam a primeira célula de silício amorfo, os quais têm uma eficácia de 1.1%.
- 1977 - O Instituto de Investigação da Energia Solar estabelece-se em Golden, Colorado.
- 1977 - A produção mundial de células fotovoltaicas supera os 500 kW.
- 1978 - Aparecem as primeiras calculadoras com células solares.[12]
- No final de 1970 - A Crise do petróleo incrementa o interesse público no uso da energia solar (activa e passiva), incluindo seu uso na arquitectura e edifícios isolados da rede eléctrica.

## 1980–1999
- 1980 - John Perlin e Ken Butti publicam A Golden Thread, que cobre os 2500 anos de história da energia solar, desde os gregos e romanos até a modernidade.
- 1980 - O Instituto de Conversão de Energia da Universidade de Delaware desenvolve a primeira célula solar de filme fino, que supera o 10% eficácia utilizando tecnologia de Cu2S/CdS .
- 1982 - Kyocera Corp é o primeiro fabricante mundial em produzir polisilicio em grandes quantidades para as células solares que utilizam o método de fundição, hoje regular da indústria.
- 1983 - Superam-se a produção de 21,3 MW de produção fotovoltaica em todo mundo, e as vendas superam os 250 milhões de dólares.
- 1984 - Instala-se um tejado solar integrado (BIPV) no Centro Intercultural da Universidade de Georgetown. A instalação ainda gerava em 2004 uma média de 1 MWh diariamente, desde 1984, no denso meio urbano de Washington, D.C.
- 1985 - Criam-se células solares com um 20% de eficiência no Centro para Engenharia Fotovoltaica na Universidade de Nova Gales do sul.
- 1989 - Utilizam-se pela primeira vez concentradores solares reflectantes em células solares.
- 1990 - A catedral de Magdeburgo instala células solares no teto, marcando a primeira instalação numa igreja em Alemanha do este.
- 1991 - Desenvolvem-se células fotoeletroquímicas eficientes.
- 1992 - A Universidade da Flórida do sul fabrica uma célula de filme fino com um 15.89% de eficiência.
- 1993 - Estabelece-se o Laboratório de Energia Renovável Nacional (NREL) em Estados Unidos.
- 1994 - NREL desenvolve uma célula de concentração (180 sóis) de GaInP/GaAs,  que se converte na primeira célula solar em superar um 30% na eficiência de conversão.
- 1999 - A capacidade fotovoltaica total instalada em todo mundo atinge os 1.000 megawatts.

## 2000–presente
- 2003 - O presidente George W. Bush conta com um sistema fotovoltaico de 9 kW e um sistema solar térmico nos edifícios adjacentes à Casa Branca.[13]
- 2004 - O governador de Califórnia Arnold Schwarzenegger propõe a iniciativa Solar Roofs (Tetos Solares) para ser instalados num milhão de casas de Califórnia para 2017.
- 2004 - O governador de Kansas Kathleen Sebelius emite um mandato para conseguir 1.000 MWp de electricidade renovável em Kansas para 2015, pela Ordem Executiva 04-05.
- 2006 - O uso de células de polisilício supera pela primeira vez ao resto de tecnologias fotovoltaicas.
- 2006 - A comissão de redes públicas de Califórnia aprova a Califórnia Solar Initiative (CSI), que engloba um programa de $2.800 milhões de incentivos para o desenvolvimento solar durante 11 anos.[14]
- 2006 - Atinge-se um novo recorde ao conseguir uma célula solar com um 40% de eficiência.[15]
- 2007 - Construção de usina solar Nellis, de 15 MW, nos Estados Unidos.
- 2007 - O Vaticano anuncia que instalará painéis solares em cima de alguns de seus edifícios, em "um projecto de energia cujo investimento retornar-se-á nuns poucos anos."[16]
- 2007 - O projecto solar de Google começa seu funcionamento.[17]
- 2007 - A Universidade de Delaware afirma ter conseguido um novo recorde em tecnologia de células solares sem confirmação independente - 42.8% de eficiência.[18]
- 2010 - BP anuncia o fechamento de sua usina fotovoltaica em Maryland, transladando todo seu trabalho de fabricação Chinesa.[19]
- 2010 - O presidente Barack Obama ordena a instalação de painéis solares adicionais e um aquecedor de água solar na Casa Branca.[20]
- 2011 - O rápido crescimento das fábricas solares na China empurra para abaixo os custos de fabricação, que se situam a menos de $1.25 por watt para módulos fotovoltaicos de silício. As instalações se multiplicam por todo mundo.[21]
- 2011 - SunPower comercializa o primeiro painel solar convencional que supera o 20% de eficiência.[22]
- 2012 - Desenvolve-se a primeira célula fotovoltaica 3D.[23]
- 2014 - O Instituto Fraunhofer estabelece um novo recorde ao desenvolver uma célula multi-união que atinge o 46% de eficiência.[24]
- 2016 - SolarWorld atinge uma eficiência de 22% em células fotovoltaicas PERC de tipo-p.[25]